# Pakistan Cup 2023/24
Der Pakistan Cup 2018/19 war die siebte Austragung der nationalen One-Day Cricket Meisterschaft Pakistans nach der Umstrukturierung des Cricket-Systems im Pakistan. Das Turnier mit List A-Status wurde zwischen dem 1. und 19. November 2023 ausgetragen. Gewinner war Peshawar, der sich im Finale gegen die Karachi Whites mit 5 Wickets durchsetzen konnten.

## Format
spielen in einer Gruppe einmal gegen jede andere Mannschaft. Für einen Sieg gibt es zwei Punkte, für ein Unentschieden oder No Result einen und für eine Niederlage keinen Punkt. Die vier Bestplatzierten der Gruppe qualifizierten sich für das Halbfinale, deren Sieger das Finale austrugen. 

## Gruppenphase
Tabelle
|                | Sp. | S | N | NR | P  | NRR    |
| -------------- | --- | - | - | -- | -- | ------ |
| Peshawar       | 7   | 5 | 1 | 1  | 11 | +0.135 |
| Karachi Whites | 7   | 4 | 2 | 1  | 9  | +1.080 |
| Multan         | 7   | 4 | 2 | 1  | 9  | +0.147 |
| Federal Areas  | 7   | 4 | 3 | 0  | 8  | +0.538 |
| Rawalpidi      | 7   | 4 | 3 | 0  | 8  | +0.083 |
| Faisalabad     | 7   | 2 | 5 | 0  | 4  | −0.298 |
| Lahore Blues   | 7   | 2 | 5 | 0  | 4  | −0.404 |
| Lahore Whites  | 7   | 1 | 5 | 1  | 3  | −1.204 |

Spiele
| 1. November Scorecard | Rawalpindi | Lahore Whites 199-8 (45)          | – | Lahore Blues 132 (27) |
|                       |            | Lahore Whites gewinnt mit 67 Runs |   |                       |

| 1. November Scorecard | Mirpur | Karachi Whites 205 (43.4)      | – | Peshawar 207-3 (44.3) |
|                       |        | Peshawar gewinnt mit 7 Wickets |   |                       |

| 1. November Scorecard | Rawalpindi | Faisalabad 214-8 (42/42)                  | – | Multan 219-6 (39.2/42) |
|                       |            | Multan gewinnt mit 4 Wickets (D/L method) |   |                        |

| 1. November Scorecard | Abbottabad | Rawalpidi 170 (42.4)           | – | Federal Areas 154 (41.2) |
|                       |            | Rawalpindi gewinnt mit 16 Runs |   |                          |

| 3. November Scorecard | Abbottabad | Lahore Whites 266 (44.1)     | – | Multan 270-4 (39.2) |
|                       |            | Multan gewinnt mit 6 Wickets |   |                     |

| 3. November Scorecard | Mirpur | Peshawar 212-9 (45)        | – | Rawalpidi 211 (41.3) |
|                       |        | Peshawar gewinnt mit 1 Run |   |                      |

| 3. November Scorecard | Rawalpindi | Lahore Blues 241-6 (45)          | – | Faisalabad 149 (36.2) |
|                       |            | Lahore Blues gewinnt mit 92 Runs |   |                       |

| 3. November Scorecard | Rawalpindi | Federal Areas 155 (36.2)             | – | Karachi Whites 159-4 (31.1) |
|                       |            | Karachi Whites gewinnt mit 6 Wickets |   |                             |

| 5. November Scorecard | Rawalpindi | Lahore Whites 201-9 (45)         | – | Rawalpidi 203-6 (35.1) |
|                       |            | Rawalpindi gewinnt mit 4 Wickets |   |                        |

| 5. November Scorecard | Mirpur | Multan 257-3 (45)              | – | Peshawar 258-6 (43.5) |
|                       |        | Peshawar gewinnt mit 4 Wickets |   |                       |

| 5. November Scorecard | Abbottabad | Karachi Whites 254-8 (45)        | – | Faisalabad 258-3 (40) |
|                       |            | Faisalabad gewinnt mit 7 Wickets |   |                       |

| 5. November Scorecard | Rawalpindi | Federal Areas 277-8 (45)           | – | Lahore Blues 281-3 (41.5) |
|                       |            | Lahore Blues gewinnt mit 7 Wickets |   |                           |

| 7. November Scorecard | Rawalpindi | Lahore Whites 249-5 (45)             | – | Karachi Whites 250-2 (34.4) |
|                       |            | Karachi Whites gewinnt mit 8 Wickets |   |                             |

| 7. November Scorecard | Rawalpindi | Lahore Blues 173 (42)          | – | Peshawar 174-4 (35.3) |
|                       |            | Peshawar gewinnt mit 6 Wickets |   |                       |

| 7. November Scorecard | Abbottabad | Faisalabad 197 (39.5)            | – | Rawalpidi 198-3 (38.5) |
|                       |            | Rawalpindi gewinnt mit 7 Wickets |   |                        |

| 7. November Scorecard | Mirpur | Federal Areas 189 (42.5)          | – | Multan 129 (33.1) |
|                       |        | Federal Areas gewinnt mit 60 Runs |   |                   |

| 9. November Scorecard | Mirpur | Lahore Whites 128 (38.1)            | – | Federal Areas 130-4 (22.1) |
|                       |        | Federal Areas gewinnt mit 6 Wickets |   |                            |

| 9. November Scorecard | Rawalpindi | Peshawar 264 (45)                         | – | Faisalabad 142-7 (27.3/27.3) |
|                       |            | Peshawar gewinnt mit 68 Runs (D/L method) |   |                              |

| 9. November Scorecard | Rawalpindi | Karachi Whites 364-7 (45)                       | – | Rawalpidi 169-5 (27/27) |
|                       |            | Karachi Whites gewinnt mit 72 Runs (D/L method) |   |                         |

| 9. November Scorecard | Abbottabad | Lahore Blues 257-7 (40/40)              | – | Multan 163-4 (21.2/21.2) |
|                       |            | Multan gewinnt mit 37 Runs (D/L method) |   |                          |

| 11. November Scorecard | Abbottabad | Lahore Whites  | – | Peshawar |
|                        |            | Spiel abgesagt |   |          |

| 11. November Scorecard | Mirpur | Faisalabad 229-8 (45)               | – | Federal Areas 231-7 (44.2) |
|                        |        | Federal Areas gewinnt mit 3 Wickets |   |                            |

| 11. November Scorecard | Rawalpindi | Lahore Blues 256-5 (45)          | – | Rawalpidi 258-7 (44.1) |
|                        |            | Rawalpindi gewinnt mit 3 Wickets |   |                        |

| 11. November Scorecard | Rawalpindi | Karachi Whites | – | Multan |
|                        |            | Spiel abgesagt |   |        |

| 13. November Scorecard | Rawalpindi | Faisalabad 293-8 (45)           | – | Lahore Whites 191 (43.4) |
|                        |            | Faisalabad gewinnt mit 102 Runs |   |                          |

| 13. November Scorecard | Abbottabad | Peshawar 112 (33)                   | – | Federal Areas 113-2 (25.3) |
|                        |            | Federal Areas gewinnt mit 8 Wickets |   |                            |

| 13. November Scorecard | Rawalpindi | Rawalpidi 242-9 (45)         | – | Multan 244-7 (43.2) |
|                        |            | Multan gewinnt mit 3 Wickets |   |                     |

| 13. November Scorecard | Mirpur | Lahore Blues 197-9 (40/40)                        | – | Karachi Whites 201-4 (28.4/40) |
|                        |        | Karachi Whites gewinnt mit 6 Wickets (D/L method) |   |                                |

## Halbfinale
| 16. November Scorecard | Rawalpindi | Peshawar 245-7 (45)          | – | Federal Areas 201 (41.1) |
|                        |            | Peshawar gewinnt mit 44 Runs |   |                          |

| 17. November Scorecard | Rawalpindi | Karachi Whites 280 (44.3)                       | – | Multan 229-9 (41/41) |
|                        |            | Karachi Whites gewinnt mit 43 Runs (D/L method) |   |                      |

## Finale
| 19. November Scorecard | Rawalpindi | Karachi Whites 103 (31.2)      | – | Peshawar 108-5 (17.2) |
|                        |            | Peshawar gewinnt mit 5 Wickets |   |                       |